# Antoon Jozef Witteryck
Antoon Jozef Witteryck (Oostkamp (West-Vlaanderen), 6 juni 1865 - Assebroek, 3 juli 1934) was een Belgische uitgever, volkskundige, meestal publicerend onder de naam A.J. Witteryck, en een promotor van het Esperanto.

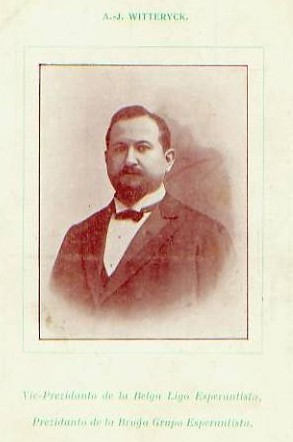
Kaart uit 1910

## Levensloop
De familie Witteryck (ook Witterijck of Witterick) is afkomstig uit Zwevezele en vestigde zich rond 1800 in Torhout.
De grootouders van A.J. stierven vroeg en zijn vader Richard (1838-1916) werd, volgens Stalpaert, opgevoed bij een oom en tante, Bernard Witteryck en Sophia Roose (overleden in 1886).
Richard behaalde zijn onderwijzersdiploma aan de Torhoutse normaalschool en trouwde op 15 november 1860 in Oedelem met Juliana Daveloose (1833-1923), een dochter van een wat verarmde, maar toch nog welstellende landbouwersfamilie. Hij was reeds in 1858 aangesteld als 'aangenomen onderwijzer' in Oostkamp (vermoedelijk aan een door hem opgerichte privéschool). In 1869 werd hij benoemd tot gemeente-onderwijzer aan de pas opgerichte gemeenteschool in de wijk Hertsberge. Hij raakte betrokken in de eerste schoolstrijd en verhuisde daarom naar Brugge, waar hij bestuurder werd van de Sint-Jan-Berchmansschool in de parochie Sint-Anna.
Antonius Josephus Witteryck, zoon van Richard Witteryck en van Julia Daveloose, behaalde zoals zijn vader een onderwijzersdiploma aan de Normaalschool in Torhout en gaf enkele jaren les in de school waar zijn vader schoolhoofd van was.
Na zijn huwelijk in 1890 met Hélène Delplace, dochter van de uit Torhout afkomstige Brugse drukker en uitgever Amand Delplace (1810-1890), werd hij zelf vanaf 1892 drukker en uitgever. Hij was een korte tijd actief als volkskundige en speelde tijdens het eerste kwart van de 20ste eeuw een belangrijke rol in de Belgische Esperantokringen.

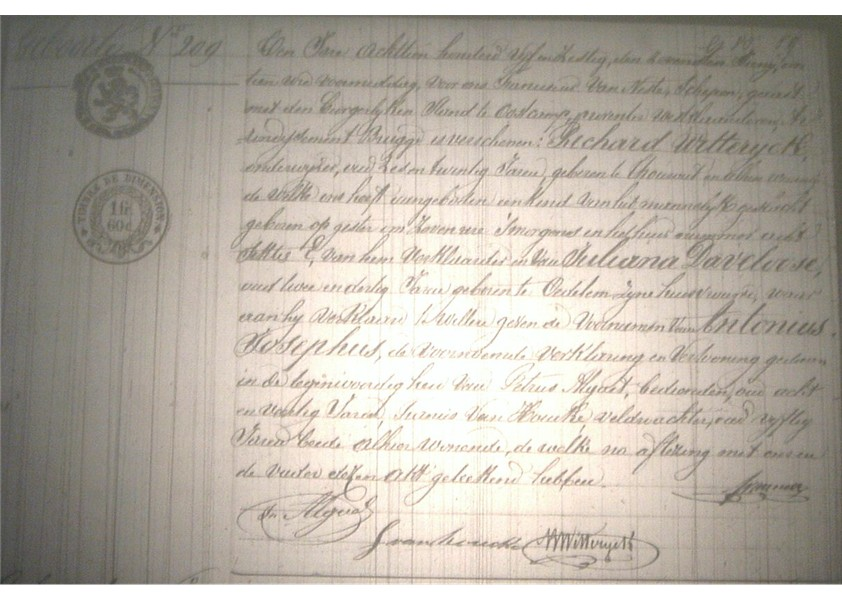
Geboorteakte van A.J.

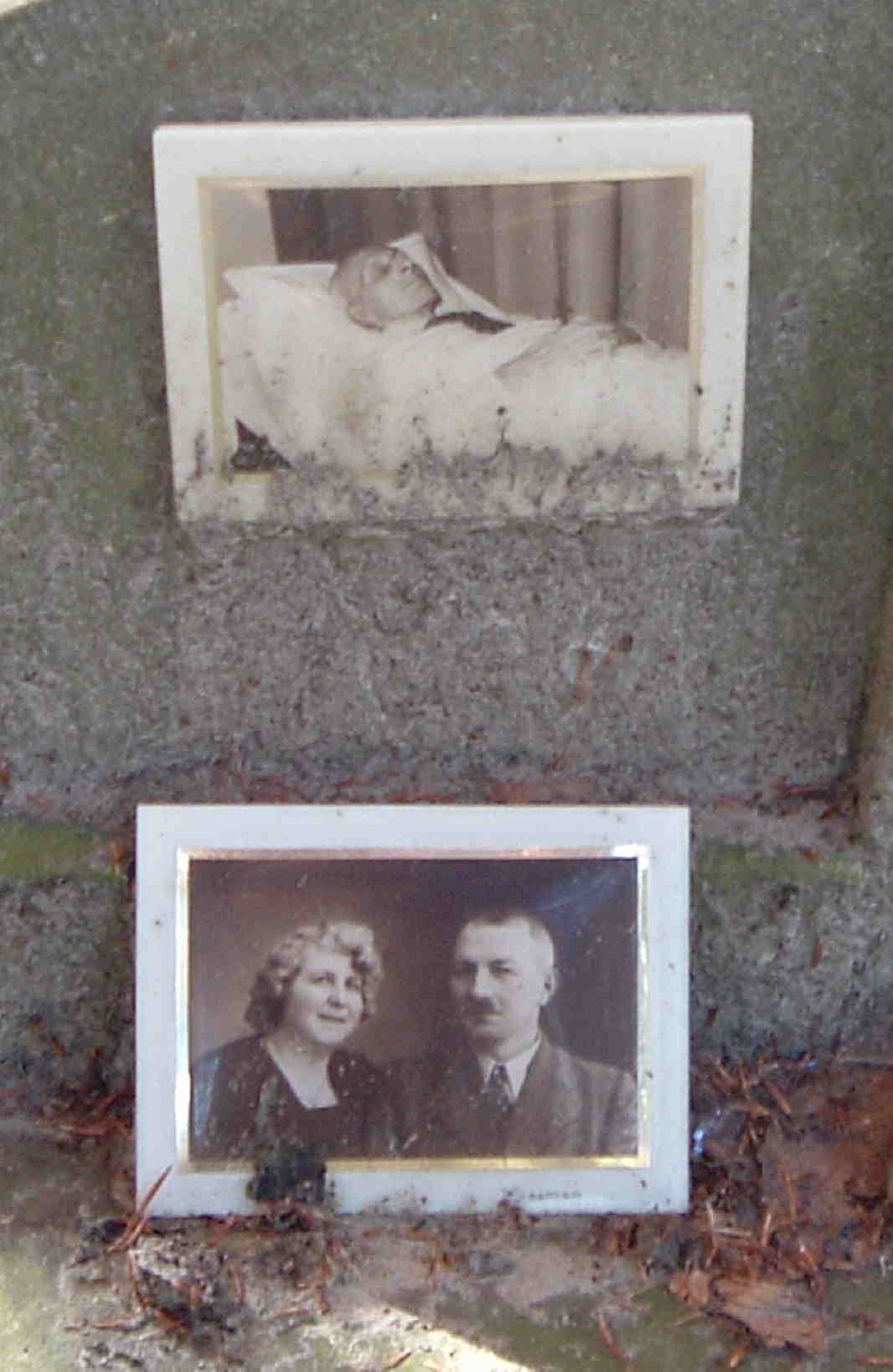
Detail van de grafzerk van Lena Witteryck op het kerkhof van Steenbrugge.

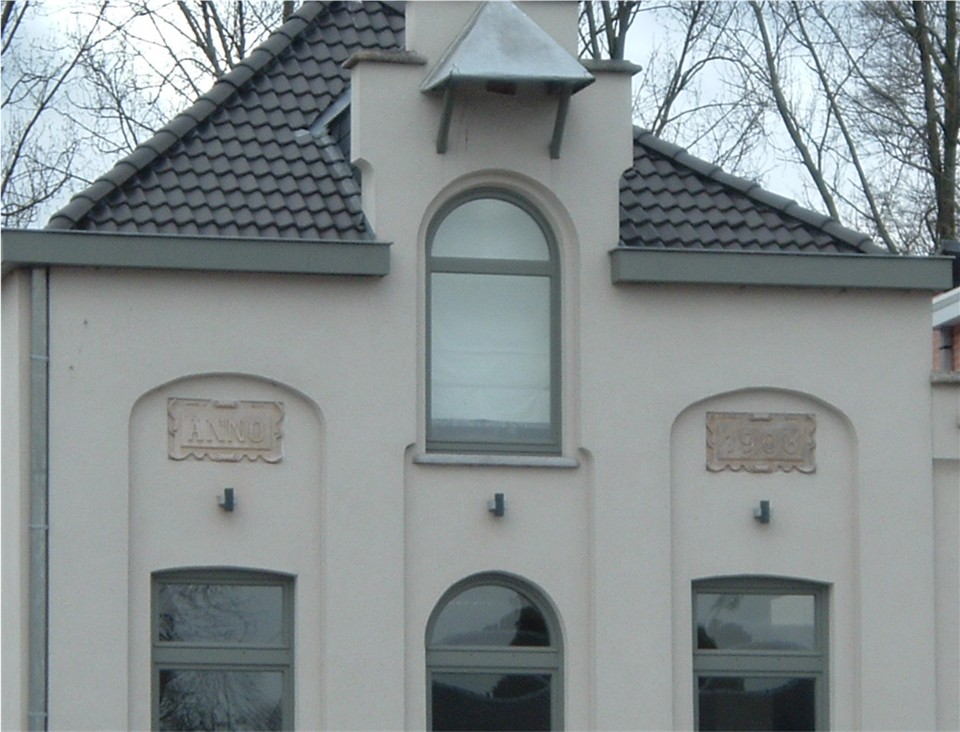
Voormalige drukkerij van A.J. te Steenbrugge (detail).

Tijdens de Eerste Wereldoorlog verbleef hij eerst in Hastings, in Engeland, en vervolgens in Nederland. Hij werd schoolhoofd in Rotterdam en daarna bestuurder van de Belgische school in Scheveningen.
Het echtpaar Witteryck-Delplace had een enige dochter, Helena (Brugge, 21 december 1898 - 22 juni 1981), die trouwde met Raymond Segers (1897-1977) en kinderloos bleef.
De grafzerken van de drie generaties Witteryck bevinden zich bij elkaar in vakken 38 en 39 van het Brugs Kerkhof te Steenbrugge.

## Volkskundige
Door zijn familiale achtergrond kwam Witteryck al vroeg in contact met volksverhalen en volksgebruiken. De aanleiding om hiermee iets te doen was een lezing over folklore die de Luikse professor Godefroid Kurth (1847-1916) in 1887 in Brugge hield. Hij werd in hetzelfde jaar lid van het Genootschap voor Geschiedenis te Brugge en publiceerde in 1888 in de Handelingen van het genootschap een 300 bladzijden tellende Recueil de contes populaires, de coutumes religieuses et de superstitions, gevolgd het jaar daarop door een Verzamelinge van Westvlaamsche volksspreuken. Over dezelfde onderwerpen hield hij in 1888 of 1889 ook een lezing voor het Davidsfonds.
Er kwam echter kritiek en hij werd van plagiaat beschuldigd. Deze beschuldiging was onterecht, in de mate waarin in heel West-Europa dezelfde verhalen voorkwamen. Na enkele jaren verliet hij het terrein van de volkskunde, maar hergebruikte het verzamelde materiaal af en toe in uitgaven.

## Uitgever
Door zijn huwelijk kwam A.J. in aanraking met de drukkers- en uitgeverswereld. Na een korte periode bij drukker-uitgever Karel Beyaert gewerkt te hebben begon hij in 1892 voor eigen rekening, onder de benaming 'Witteryck-Delplace'.
De eerste jaren was de uitgeverij gevestigd in de Jeruzalemstraat in Brugge, in de omgeving van de school van zijn vader. Later (in 1908 volgens de gevelsteen) liet hij een volledig nieuw gebouw optrekken in Steenbrugge, op een paar kilometer van het stadscentrum.
De voornaamste uitgaven waren schoolboeken (onder meer werken geschreven door hemzelf en door zijn vader), maar er werd ook wetenschappelijk werk gepubliceerd. Alleen al voor zijn Esperanto-activiteit zijn er minstens 200 titels. Naast zijn eigen talrijke uitgaven van volksboeken (vaak prijsboeken voor de lagere en middelbare scholen) publiceerde hij ook werk van gelijkgezinde auteurs, onder meer van Hendrik De Zeine. Daarnaast verkocht hij ook schoolbehoeften.
Van 1901 tot 1914 gaf hij het tijdschrift De Lusthof uit. Tussen de twee wereldoorlogen was ‘De Lusthof’ af en toe ook de benaming van de uitgeverij. Na zijn dood hebben zijn dochter en schoonzoon het bedrijf nog verder gezet, tot in de jaren vijftig.

## Esperantist
A.J. Witteryck was een pionier van het Esperanto in België. In oktober 1902 stichtte hij de Brugse Esperantogroep. Hij was de tweede voorzitter van de Ligue Espérantiste Belge (BLE), erevoorzitter van de Esperantogroepen van Hastings en Brugge, lid van het ‘Lingva Komitato’ van 1909 tot 1932, voorzitter van het 4de (1912), 6de (1914), 11de (1922) en 13de (1924) Belgisch Esperanto-Congres. Hij vertaalde de leerboeken van Théophile Cart en M. Pagnier naar het Nederlands, was auteur en uitgever van diverse leer- en leesboeken. Hij leidde vele cursussen. Hij was medewerker aan Belga Sonorilo van 1902 tot 1908, aan Tra la Mondo, Belga Esperantisto en The British Esperantist.
Volgens Cohan werkte hij vóór 1901 aan een eigen plantaal en was hij Volapükist. Hij kwam in 1901 in contact met het Esperanto en publiceerde van toen af een wekelijkse Esperanto-rubriek in De Lusthof. Toen Charles Lemaire in september 1902 het maandblad La Belga Sonorilo oprichtte, werd A.J. er beheerder van. Hij was aanwezig bij de stichting van BLE in Antwerpen op 30 juli 1905. Toen Charles Lemaire in 1908, met veel pioniers van de Belgisch beweging, overstapte naar Ido bleef hij bij het groepje Esperanto-getrouwen. Ze verkozen een nieuw BLE-bestuur met als voorzitter Amatus Van der Biest-Andelhof, ondervoorzitters A.J. Witteryck en Richardson, secretaris Léon Champy en penningmeester Oscar Van Schoor. Na de dood van Van der Biest in 1912 werd Witteryck voorzitter. In hetzelfde jaar was hij voorzitter van het Belgisch congres in Gent, in 1913 van het Belgisch congres in Spa en van de Internationale Esperantoweek tijdens de wereldtentoonstelling van Gent. In 1914 was hij voorzitter van het congres in Mechelen, het laatste voor de Eerste Wereldoorlog. In het internationaal congres voor hulp aan oorlogsgewonden stelde hij twee rapporten ten gunste van het Esperanto voor.

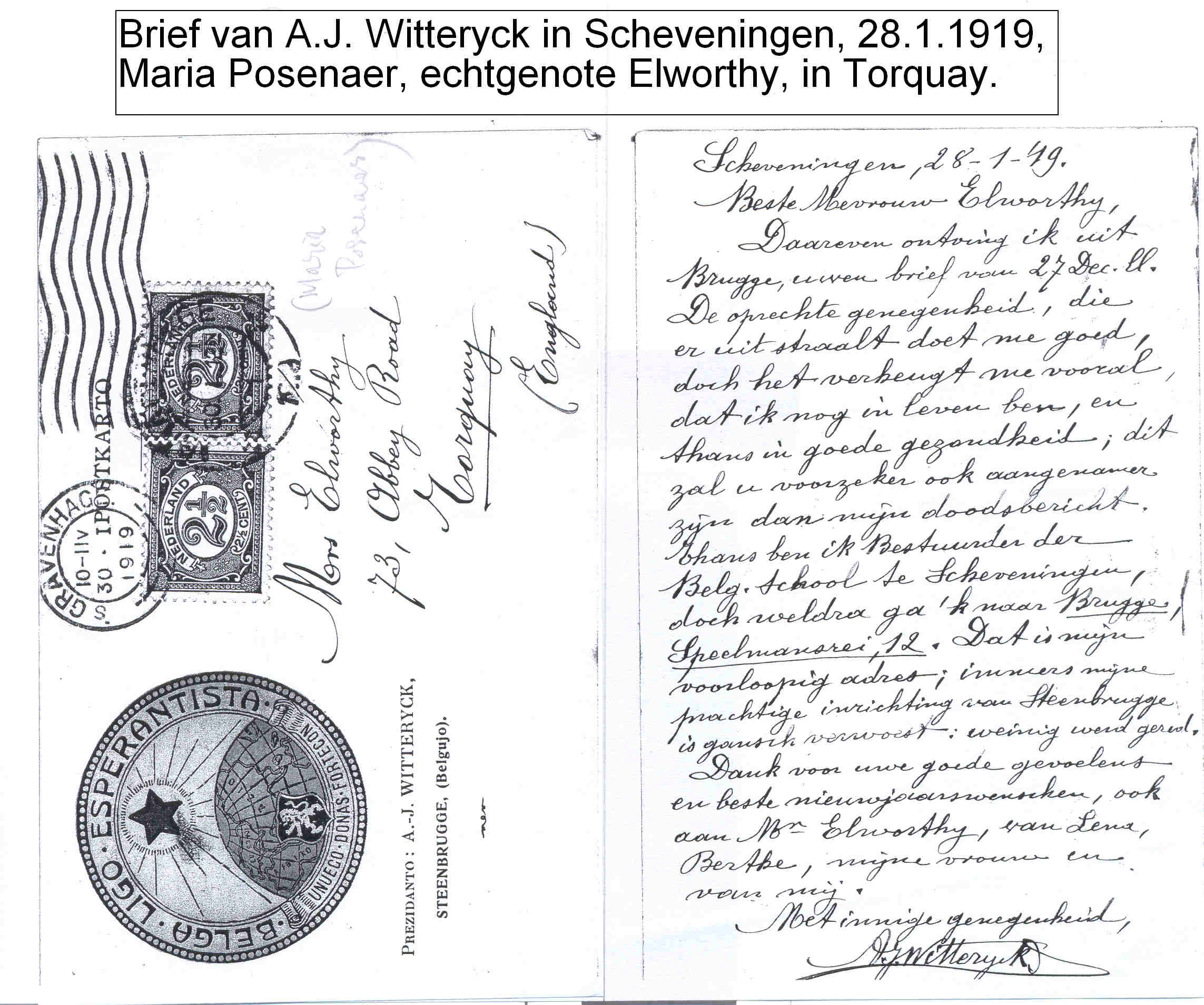
Briefkaart van A.J. aan Maria Posenaer.

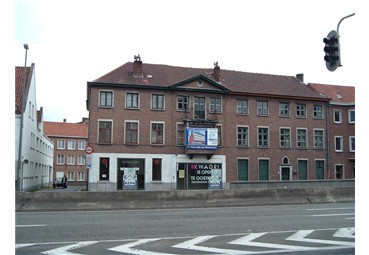
Voormalige woning van A.J. te Brugge.

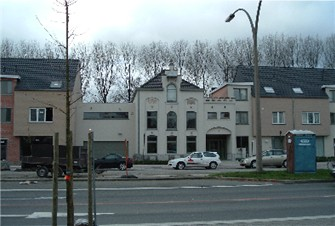
Voormalige drukkerij van A.J. te Steenbrugge.

Tijdens zijn oorlogsverblijf in Engeland en Nederland gaf hij lessen Esperanto en stelde hij ook handboeken op. Na de oorlog moest hij zijn drukkerij heropbouwen. Om gezondheidsredenen stond hij in 1920 het voorzitterschap van de Brugse Esperantogroep af aan Yvonne Thooris en werd erevoorzitter.
In 1922 was hij opnieuw voorzitter van het Belgisch congres in Sint-Niklaas. In 1924 (of 1927?), toen Frans Schoofs voorzitter werd, werd hij erevoorzitter. Alhoewel hij wegens een hartkwaal niet meer zo actief kon zijn als voorheen, was hij van 7 tot 9 juni 1924 toch opnieuw voorzitter van het 13de Belgisch Congres in Brugge.
In 1932 bestond de Brugse Esperantogroep 30 jaar en kreeg de titel 'koninklijke vereniging' Op vraag van Witteryck kreeg een nieuwe straat op Assebroek, nabij zijn drukkerij, de naam 'Esperantostraat'. De straatnaam bestond ook in Sint-Kruis en na de fusie van Groot-Brugge in 1971 werd de naam in Sint-Kruis gewijzigd in Dr. Zamenhofstraat, ter ere van de uitvinder van het Esperanto. Enkele jaren later kreeg een andere Assebroekse straat in de omgeving van de Esperantolaan, de naam 'A.J. Witteryckstraat'.

## Publicaties
- Een man van twaalf jaren of De geschiedenis van een jongeling.
- Wat, volgens het verplichtend programma, van de geschiedenis van België in den hoogeren graad der lagere scholen onderwezen moet worden.
- Het graan, Verzameling van aangenamen en tevens nuttige printenboekjes met verklaringen in eenvoudige taal en gemakkelyke woorden (1893).
- Verstandig en kunstmatig lezen van eenvoudige en letterkundige stukken (1899).
- De bergkoning, een verhaal uit de tijden der kruistochten.
- De dierenplager en de dierenvrienden.
- De twee spaarpotten. Spaarzaamheid en verkwisting.
- De twee weezen of de graannijverheid in prenten.
- De veroveringen van het Christendom in Amerika.
- Een keizerlijk geschenk.
- Een vijand dien men kennen moet of De alcoholische dranken in prenten, 1900, heruitgave 1931.
- Eene mislukte kermis. De gevolgen der snoepzucht.
- Goocheltoeren en andere spelen, delen 1 tot 4 1900, heruitgave 1930 & 1932.
- Het dagboekje van Luciaan of De wijnbouw in prenten.
- Het huisgezin van Dokter Berthot of De wolnijverheid in prenten, 1900, heruitgave 1930.
- Het verlof van Hansje en Mina of De melknijverheid in prenten.
- Huiselijk vermaak. Goocheltoeren en andere spelen.
- Lamoricière. Schetsen uit zijn krijgskundig, staatkundig en godsdienstig leven, 1900.
- Vaders geschenk of Wat men zooal van bloem maken kan.
- Zonnestralen. De morgenstond heeft goud in de mond.
- Kleine Belgische prentengeschiedenis, 1902.
- Wat, volgens het verplichtend programma, van de geschiedenis van België in den hoogeren graad der lagere scholen onderwezen moet worden, 1902.
- Wat er in de Hoef van Hugo is voorgevallen, 1903.
- Genees- en giftplanten welke eenieder kennen moet, 1905.
- Prentjes voor brave kinderen. Images pour les enfants sages, 1907.
- Uitgezochte lezingen voor de jeugd, gevolgd van vragen en oefeningen op de moedertaal, Hoogste graad. Eerste deel, 1908.
- De vroolijke verteller, 1909.
- Naar Australië! Boeiend reisverhaal (naar "Oom Herman"), 1911
- Nos bons amis. Onze goede vrienden, 1912.
- Uitgezochte lezingen voor de jeugd gevolgd van vragen en oefeningen op de moedertaal, middelste graad. Eerste deel, 1913 & 1919.
- Uitgezochte lezingen voor de jeugd gevolgd van vragen en oefeningen op de moedertaal, middelste graad. Tweede deel, 1915.
- Riez mes enfants. Om te lachen, 1914.
- Oefeningen op de Vlaamsche spraakkunst voor den middelbaren graad van onze lagere scholen, 1922.
- Ruikertje voor dierenvrienden geplukt, 1924.
- Aardrijkskundige beelden, 1925.
- Een moedig kind, 1925.
- Jaargetijden en volkenkunde, 1925.
- Vertellingen en beschavingsgeschiedenis, 1925.
- Boeiende verhalen, 1926.
- Luimige plaatjes, 1926.
- Bij den haard, 1927.
- Onverwachte redding, 1927.
- Schat de kinderen, 1927.
- De ravenkloof, 1928.
- De rozenvilla, 1928.
- Een doornig pad, 1928.
- Een geschenk voor de jeugd. Vertellingen met plaatjes, 1928.
- Gewone gesprekken. Conversations usuelles, 1928.
- Het gelaarsde paard, 1928.
- Hugo en Antonia, 1928.
- Kindergeluk, 1928.
- Op den burcht van Moldam, 1928.
- Op het kasteel van Belleroche, 1928.
- Prentjes voor brave kinderen, 1928.
- Toen de dieren spraken, 1928.
- Uit het kinderleven, 1928.
- Voor de kleinen, 1928.
- Vroolijke uurtjes. Vertellingen met prentjes, 1928.
- Bij oom Jan, 1929.
- Levenslust, 1929.
- Sprookjes uit het dierenrijk, 1929.
- Vertelsels van het West-Vlaamsche volk, 1929.
- Baas ongeluk, 1930.
- De klucht van den inbreker, 1930.
- De twee weezen of de graannijverheid in prenten, 1930.
- Fabels over dieren, 1930.
- Voor 't kleine volkje, 1930.
- Voor de leute, 1930.
- Zoekplaatjes, Deel 1 en 2, 1931.
- Gewone gesprekken. Conversations usuelles, 1931.
- Vaders geschenk of Wat men zooal van bloem maken kan, 1931.
- Hemelsche beschermers, 1932.
- Het verlof van Hansje en Mina of De melknijverheid in prenten, 1932.
- Kleine Belgische prentengeschiedenis, 1932.
- Kindergeluk. Vertellingen met prentjes, 1933.

### Taalkundige publicaties
- 1902: Het Esperanto in tien lessen. Naar het Fransch door Théophile Cart en M. Pagnier, vertaald door A.J. Witteryck. (eerste uitgave 1902[7]; tweede druk 1909[8]; in 1929 verscheen een zesde druk.[9]
- 1902: Het Esperanto : Zegepralende oplossing van het vraagstuk der Wereldtaal, gegeven door dr. Zamenhof. Brugge : A.-J. Witteryck-Delplace (online beschikbaar op de  Nederlandstalige Wikisource).
- Conversations en quatre langues: English, Français, Nederlandsch, Esperanto. London 1906, 202 p.
- Zakboekje van den Nederlandschen Esperantist. Brugge: W. 1908, 31 p. 14 cm.
- Van Weyerbergh. Esperanto Gvidlibreto por turistoj en Brugo. 1910, 32 p. Redaktis W.
- De waarheid over Esperanto en Ido = La vérité sur l’Esperanto et l’Ido. S.l.: s.i. 1913, 14, 14 p. 25 cm
- Het Esperanto in tien lessen. 3a eld. Steenbrugge-bij-Brugge: De Lusthof.
- Het Esperanto in tien lessen. 6a eld. Steenbrugge: De Lusthof.
- Het Esperanto in tien lessen. Nieuwe uitg. [7a eld.] Steenbrugge-bij-Brugge: De Lusthof.
- Cours d’Esperanto. Grammaire Complète. Steenbrugge: De Lusthof. s.j., 30 p.
- L’anglais usuel en 15 leçons.
- L’anglais classique en 10 leçons.
- Lectures anglaises (suivies de notes explicatives).
- Het Engelsch voor het dagelijksch verkeer, in 15 lessen.
- Klassiek Engelsch in 10 lessen.
- Engelsche lezingen (met verklaringen) - 1ste deel.
- Engelsche lezingen (met modellen van brieven) -2de deel
- Flemish for Home Study, in 10 lessons (simple and comprehensive)

## De adressen van Witteryck
Na zijn beginperiode in de Jeruzalemstraat had Witteryck steeds twee adressen: zijn privéwoning langs de Nieuwe Wandeling, nu de Hoefijzerlaan in Brugge-stad, en zijn drukkerij en buitenverblijf (van daar vermoedelijk de naam van het tijdschrift De Lusthof) langs de Steenbrugse Wandeling, de huidige Baron Ruzettelaan, buiten het stadscentrum.
Zijn grote privéwoning langs de Hoefijzerlaan was de samenvoeging van meerdere huizen. De installaties langs de Steenbrugse Wandeling waren in 1919 onbruikbaar en hij vestigde zich voorlopig langs de Speelmansrei, aan de achterzijde van zijn stadswoning. Hij bleef voortaan in de stad wonen en herstelde het gebouw in Steenbrugge uitsluitend als drukkerij en uitgeverij.

## Nalatenschap
Zonder verdere afstammelingen, werd het gebouw aan de Hoefijzerlaan geërfd door Het Vlaamse Kruis.
Het boekenbezit ging deels naar de Brugse stadsbibliotheek, waar het deel uitmaakt van het Fonds Witteryck en als volgt wordt omschreven: Het Fonds bevat boeken van de uitgeverij Witteryck-Delplace, afkomstig van de familie Witteryck, met vooral moraliserende kinder- en jeugdverhalen, historische verhalen en het tijdschrift Lusthof, uitgegeven door Witteryck.
Een ander deel ging naar de historische onderwijscollectie van de Universiteit Gent, maar raakte daar nooit geïnventariseerd. In de loop van 2007 werd de volledige collectie overgedragen aan de Erfgoedbibliotheek Hendrik Conscience in Antwerpen.
Verschillende grote Esperantobibliotheken, onder meer die van Kortrijk, het Esperantofonds Cesar Vanbiervliet, beschikken over documenten van of over Witteryck. Ook in antiquariaten op internet zijn veel Witteryck-publicaties te koop.